# Football Club Esperia Viareggio 2007-2008
Questa pagina raccoglie le informazioni riguardanti il Football Club Esperia Viareggio nelle competizioni ufficiali della stagione 2007-2008.

## Stagione
Dopo 5 anni (2001-2002) il Viareggio ritorna in Serie C2. Il fallimento del 2003 aveva mandato i bianconeri in Eccellenza Toscana. La stagione si può sintetizzare nell'infortunio occorso a Bonuccelli a metà campionato, che scombussola i piani. La squadra è buona, ma segna pochissimo. Negli sport di squadra è fondamentale segnare. Bisognerà ancora una volta passare dai play-out. Le Zebre sono meglio classificate. Ma con il ritorno di Bonuccelli in attacco è un'altra cosa. È suo il gol vittoria dell'andata. Di Paola e Fusi ribaltano il parziale vantaggio della Viterbese al ritorno. Con due vittorie, il Viareggio è salvo. Ma quanta sofferenza.

## Rosa
| N. |                     | Ruolo | Calciatore           |
| -- | ------------------- | ----- | -------------------- |
|    | Italia (bandiera)   | D     | Samuele Barsotti     |
|    | Svizzera (bandiera) | C     | Migjen Basha         |
|    | Italia (bandiera)   | A     | Riccardo Belluomini  |
|    | Italia (bandiera)   | A     | Vitaliano Bonuccelli |
|    | Italia (bandiera)   | D     | Andrea Briglia       |
|    | Italia (bandiera)   | D     | Sergio Carnesalini   |
|    | Italia (bandiera)   | P     | Andrea Carpita       |
|    | Italia (bandiera)   | C     | Samuele Ceciarini    |
|    | Italia (bandiera)   | C     | Giuseppe Costantino  |
|    | Italia (bandiera)   | A     | Francesco Di Paola   |
|    | Italia (bandiera)   | D     | Lorenzo Fiale        |

| N. |                   | Ruolo | Calciatore         |
| -- | ----------------- | ----- | ------------------ |
|    | Italia (bandiera) | C     | Valerio Fommei     |
|    | Italia (bandiera) | A     | Domenico Fumarolo  |
|    | Italia (bandiera) | C     | Michele Fusi       |
|    | Italia (bandiera) | D     | Gabriele Gemignani |
|    | Italia (bandiera) | D     | Leonardo Massoni   |
|    | Italia (bandiera) | C     | Alberto Reccolani  |
|    | Italia (bandiera) | A     | Davide Rovella     |
|    | Italia (bandiera) | C     | Luca Ruglioni      |
|    | Italia (bandiera) | P     | Danilo Russo       |
|    | Italia (bandiera) | C     | Nicolò Sabatini    |
|    | Italia (bandiera) | C     | Federico Stobbia   |

## Play-out
| Viterbo 18 maggio 2008, ore 16:00 CEST andata                                         | Viterbese  | 0 – 1      | Viareggio | Stadio Enrico Rocchi |
| \| \| \| \| \| \| Marcatori \| Bonuccelli \| \| Rambaudi \| Allenatori \| Aglietti \| |            |            |           |                      |
|                                                                                       |            |            |           |                      |
|                                                                                       | Marcatori  | Bonuccelli |           |                      |
| Rambaudi                                                                              | Allenatori | Aglietti   |           |                      |

| Viareggio 25 maggio 2008, ore 16:00 CEST ritorno                                         | Viareggio  | 2 – 1    | Viterbese | Stadio Torquato Bresciani |
| \| \| \| \| \| Di Paola Fusi \| Marcatori \| \| \| Aglietti \| Allenatori \| Rambaudi \| |            |          |           |                           |
|                                                                                          |            |          |           |                           |
| Di Paola Fusi                                                                            | Marcatori  | Gol      |           |                           |
| Aglietti                                                                                 | Allenatori | Rambaudi |           |                           |